# Anàbasi
|  | Per a altres significats, vegeu «Anàbasi (desambiguació)». |

L'Anàbasi (en grec clàssic Ἀνάβασις, literalment 'marxa terra endins'), també coneguda com L'expedició dels deu mil o La retirada dels deu mil, és l'obra més coneguda de l'historiador atenenc Xenofont. Narrada per Xenofont en tercera persona per tal de reforçar-ne la impressió d'imparcialitat, té un alt interès històric. Està redactada amb un estil senzill que la fa fàcil de llegir i conté episodis francament emotius.
L'obra relata l'expedició dels mercenaris grecs al servei de Cir el Jove contra el seu germà Artaxerxes II de Pèrsia. L'objectiu real de l'expedició només era conegut pel general Clearc d'Esparta, encara que la resta en tenien sospites; oficialment, l'expedició era contra els písides, però aviat les forces van sobrepassar Pisídia i van arribar primer a Cilícia i després a Síria, van travessar l'Eufrates i finalment van trobar l'exèrcit reial persa a la plana de Cunaxa, a uns 60 km de Babilònia (401 aC).
Mort Cir el Jove durant la batalla de Cunaxa, els mercenaris grecs del seu exèrcit es van retirar. El sàtrapa persa Tisafernes va capturar a traïció Clearc i altres generals grecs i llavors Xenofont va passar a ser un dels caps de l'expedició. En veure impossible la retirada desfent camí, els grecs van optar per obrir-se pas remuntant el Tigris, van travessar Armènia, i van aconseguir arribar a la colònia grega de Trebisonda, des d'on amb vaixell van anar a Cotiora i Crisòpolis, a l'altre costat de Bizanci. Els grecs, però, necessitaven diners i subministraments i una part (el grup dirigit per Xenofont) va entrar al servei de Seutes II, rei dels odrisis, si bé van tenir dificultats per cobrar el que se'ls havia promès.

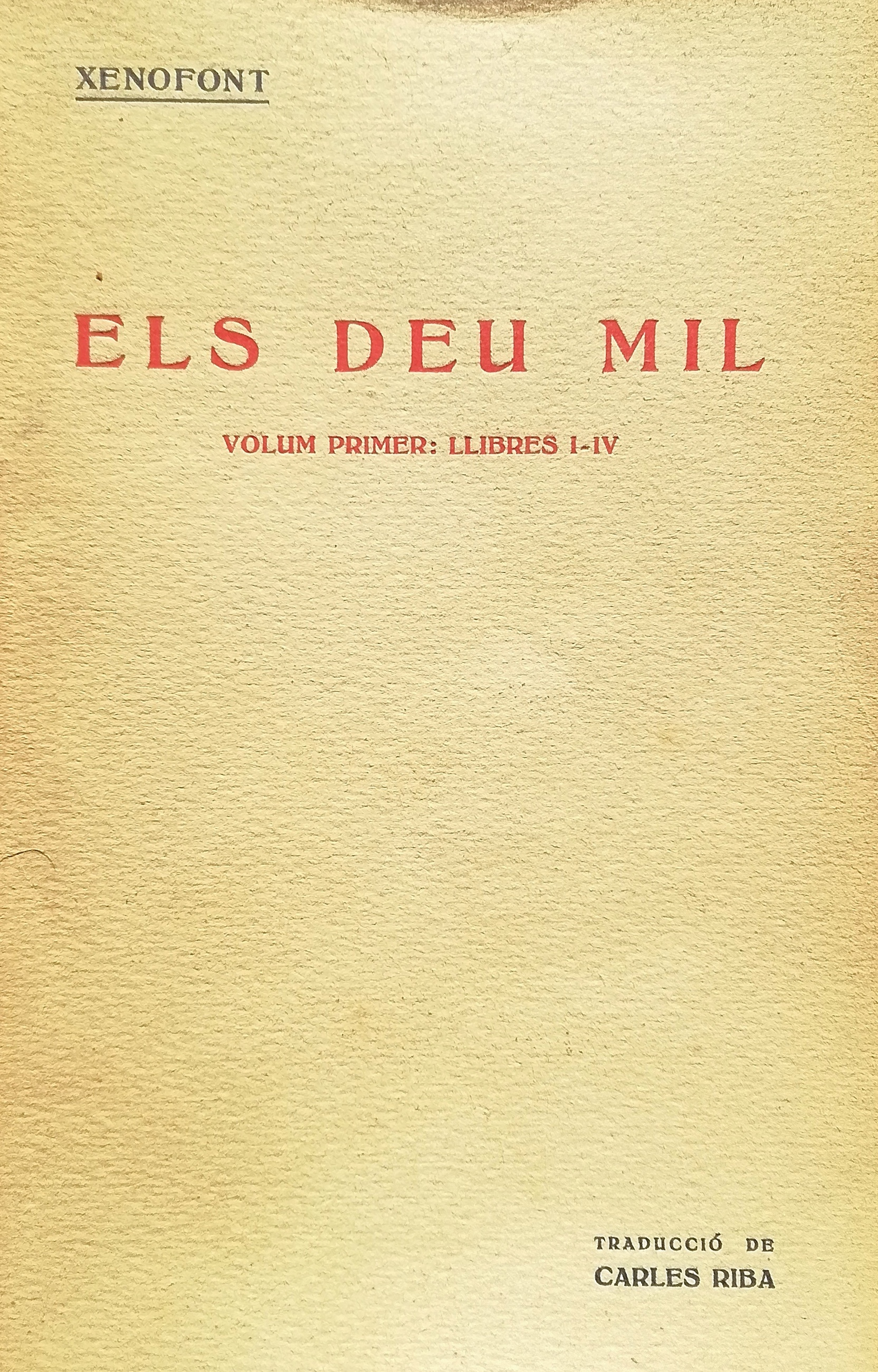
L'Anàbasi (o Expedició dels deu mil) de Xenofont, traduïda al català i publicada a Barcelona l'any 1922 dins la col·lecció Biblioteca Literària

Xenofont descriu els territoris pels quals van passar i els costums dels diferents pobles que hi vivien, especialment els tracis. El general espartà Timbró, en guerra contra els sàtrapes Tisafernes i Farnabazos II, va demanar als grecs unir-se al seu exèrcit (399 aC) i Xenofont explica com va participar en el saqueig de la propietat del persa Asidates, una acció que li permeté de fer alguns diners.
Desterrat d'Atenes, Xenofont va continuar fent de mercenari amb Timbró i després amb el seu successor Dercil·lides, i més endavant amb Agesilau, fins que fou cridat a Esparta el 394 aC. Hi retornà i va lluitar amb els espartans a Coronea; després es va establir a Scillos, a l'Èlide, a prop d'Olímpia, on es va retrobar amb la seva segona muller, Filèsia, i els seus fills. A l'Anàbasi hi ha una descripció d'aquesta població.

## Autoria
Xenofont, en la seva obra Hel·lèniques, no hi tractà la retirada de Cir, sinó que remeté el lector a l'Anàbasi per "Temistògenes de Siracusa": la Suïda del segle x també descriu l'Anàbasi com l'obra de Temistògenes, "conservada entre les obres de Xenofont", a l'entrada Θεμιστογενεης. (Θεμιστογένης, Συρακούσιος, ἱστορικός ἀνάβασιν Κύρου, ἥτις ἐν τοῖς Ξενοφῶντος φέρεται: .. Καὶ ἄλλα τινὰ περὶ τῆς ἑαυτοῦ πατρίδος JS Watson en les seves Observacions sobre l'autoria de Anàbasi es refereix a les diverses interpretacions de la paraula φέρεται que donen lloc a diferents interpretacions). A banda d'aquestes dues referències, no hi ha cap autoritat perquè existeixi una anàbasi contemporània escrita per “Temistògenes de Siracusa” i, de fet, no hi ha cap menció d'aquesta persona en cap altre context.
A finals del primer segle, Plutarc havia dit, a la seva Sobre la fama dels atenencs (en llatí De gloria Atheniensium, dins de les seves Obres morals), que Xenofont havia atribuït l'Anàbasi a un tercer per tal de distanciar-se, com a subjecte, d'ell mateix com a escriptor. Si bé l'atribució a Temistògenes s'ha plantejat moltes vegades, la majoria dels estudiosos s'alien substancialment amb la posició de Plutarc que, certament, tots els volums haurien estat escrits per Xenofont.

## Adaptacions
L'escriptor italià Valerio Massimo Manfredi en va fer una versió resumida i novel·lada, narrada des del punt de vista d'una de les dones que acompanyaven l'exèrcit, amb el títol L'armata perduta (no publicat en català).

## Traduccions
- Xenofont. traduït per Carles Riba. Els Deu Mil (Anàbasi). Editorial Catalana, 1922.

- Xenofont. traduït per Francesc J. Cuartero. Els deu mil (Anàbasi).  Edicions 62 Península, 2009, p. 255 pàgs. (Biblioteca Grècia i Roma de la Bernat Metge). ISBN 9788429763454.
- Xenofont. traduït per H. G. Dakyns. Anabasis (llibre electrònic) (en anglès).  Macmillan and Co., 1897 [Consulta: 23 gener 2011]. «Publicat sota Llicència Creative Commons 2.5. per la Universitat d'Adelaida» Arxivat 2008-03-27 a Wayback Machine..
- Anabasis (en anglès).  Nova York: Harper & Brothers, 1839.
- Anabasis (en anglès), 1854. «traduït per Rev. John Selby Watson, Henry G. Bohn».